# قیام خیابانی
قیام خیابانی قیامی با اهداف آزادیخواهانه و دموکراتیک بود که توسط شیخ محمد خیابانی علیه حکومت مرکزی در تهران در فروردین ماه ۱۲۹۹ خورشیدی آغاز و با کشته شدن ویتلب در شهریورماه همان سال سرکوب شد.

## پیش زمینه
ناکامی انقلاب مشروطه و حوادث بعدی آن مانند زلزله‌ای بود که پس لرزه‌هایی مانند قیام جنگل و قیام کلنل پسیان و قیام خیابانی را در پی داشت. خرابی اوضاع سیاسی اجتماعی ایران، دخالتهای دولت‌های روس و انگلیس، ضعف حکومت مرکزی و تشکیل دولت‌های متعدد با عمر کم و اکثراً از رجال وابسته از عوامل خیزش آزادیخواهانی بود که درفکر اعتلای کشور بودند.
تصویب قرارداد ۱۹۱۹ وثوق الدوله و کشتار قوای روس در تبریز و موضوع اولتیماتوم روس به ایران، ضربه نهایی را بر پیکر اهداف عالی جنبش مشروطه وارد آورد.
از عوامل دیگری که به بروز قیام کمک کرد، اعلام انحلال حزب دموکرات آذربایجان توسط وثوق الدوله بود این در حالی بود که علی‌رغم کارشکنی‌های او، ۶ نماینده از طرف این حزب توانسته بود به مجلس ملی راه یابد.

## اهداف
خیابانی قیام تبریز را تداوم و نجات انقلاب مشروطه می‌دانست از این رو وی با اشاره به ناکام شدن انقلاب مشروطه در رسیدن به اهدافش، لزوم حرکت جدید را تأکید می‌کند.
قیام خیابانی برپایه یک نهضت فکری و اعتقادی که همانا اعتلای کشور ایران بر اساس اصول دموکراسی باشد، پی ریزی شده بود و تفاوت‌های اساسی بین این قیام و قیام‌های مسلحانه مانند جنبش جنگل مشهود بود. او به اصول جامعه‌شناسی احاطه کامل داشت و فردی دانشمند بود و راه رسیدن به پیروزی را در بسط آگاهی‌ها و انقلاب فکری می‌دانست.
با توجه به اینکه بعد از استقلال قفقاز و تبدیل نام آن به جمهوری آذربایجان، و عدم تمایل قیام به پیوستن به آنها، از طرف اسماعیل امیرخیزی پیشنهاد شد که قیام، نام آذربایجان ایران را به آزادیستان تغیر دهند و این درحالی بود که آذربایجانی‌ها و قیام، تمایلی به جدایی از ایران نداشتند. خیابانی در یک از سخنرانی‌های خود گفته‌است:
ما آزادیخواهان یک آرزو و عقیده داریم، ما همه می‌گوییم مشروطیت حقیقی در مملکت حکمرانی کند، نفوذهای شخصی و امتیازات ملغی و منسوخ گردد، حاکمیت ملت واقعیت داشته باشد ـ یعنی بر اساس حاکمیت ملت تکیه و استناد نماید ـ ما می‌گوییم عدالت، مساوات و آزادی باشد.
از طرف دیگر در بعضی از منابع مثل کسروی و مجتهدی، اهداف خیابانی را ناخالص و شبهه‌دار عنوان کرده و گفته‌اند که او سودای حکومت داشته‌است. اما در احوال و رفتار خیابانی این نکته مشهود نبود. از جمله اسنادی که برای تمایلات خودمختاری خواهانه در خیابانی، دست کم در آن مقطع زمانی مطرح می‌شود، تلگرافهای او به هیئت وزیران در تهران است که در آنها بصراحت اعلام می‌کرد حاضر نیست هیچ‌کسی را به عنوان والی از تهران بپذیرد اما در عین حال خواهان بودجه از تهران است. هنگامی که مخبرالسلطنه هدایت به عنوان والی از تهران والی فرستاده شد، خیابانی حاضر نشد او را بپذیرد و به او اولتیماتوم داد که نتیجه اش توسل مخبرالسلطنه به نیروی نظامی بود.

## شروع قیام
قیام در تاریخ ۱۶ فروردین ۱۲۹۹ آغاز گردید و پیش زمینه آن اعتراض و برگزاری جلسات سخنرانی بعضی از اعضاء کمیته تبریز حزب دموکرات آذربایجان به سیاست‌های دولت مرکزی و قرارداد ۱۹۱۹ بود. متعاقب برگزاری جلسه سخنرانی خیابانی در ساختمان تجدد و حتی قبل از آن عده‌ای از فعالان توسط اداره نظمیه دستگیر شده بودند‍. با وجودیکه سردار انتصار رئیس نظمیه سعی در میانجیگری و وساطت داشت ولی قوای نظمیه مقر حزب در ساختمان تجدد را محاصره نمودند ولی باگذشت زمان تجمع مردم بیشتر شده و در روز چهارشنبه ۱۷ فروردین تظاهرات گسترده‌ای صورت گرفت و با به بن‌بست رسیدن مذاکرات و تهدید خیابانی قوای نظمیه عقب‌نشینی نموده و اداره نظمیه به حزب دموکرات محول شد و مارشال بیورلینگ و معاونانش روز پنج شنبه مجبور به ترک تبریز بطرف تهران شدند.
در همان روز پنج شنبه این اعلامیه از طرف حزب منتشر گردید:
آزادیخواهان تبریز بواسطه تمایلات ارتجاعی که در یک سلسله از اقدامات ضد مشروطیت حکومات محلی تجلی نموده‌است، به هیجان آمده و با قصد اعتراض و پرتست شدید و متین، قیام نموده‌اند. آزادیخواهان تبریز اعلام می‌کنند که تمامت پروگرام آنان عبارت است از تحصیل یک اطمینان تام و کامل از این حیث که مأمورین حکومت، رژیم آزادانه مملکت را محترم و قوانین اساسیه را به‌طور صادقانه مرعی و مجرا دارند. آزادیخواهان مصمم هستند نظم و آسایش را بهر وسیله برقرار دارند. پروگرام آزادیخواهان دو چیز است اول برقراری آسایش عموم و دوم از قوه به فعل آوردن رژیم مشروطیت 

## تشکیلات
قیام تشکیلات منسجمی نداشت و تقسیم وظائف مشخص نبود و بیشتر به صورت فردی و بکمک بعضی از اعضاء حزب دموکرات تبریز مثل اسماعیل نوبری و حریری و خود خیابانی اداره می‌شد. پس از شروع قیام، کمیته‌ای بنام هیئت مدیره اجتماعات تشکیل و ادارات دولتی را تحویل گرفت و برای نظمیه سرپرست تعین نمود. قوای نظمیه و ژاندارمری را تحویل گرفتند ولی نیروی قزاق همچنان تحت فرمان عین الدوله حکمران ایالتی بود و از او و تهران دستور می‌گرفت. پس از ناکامی عین الدوله و جایگزینی او با مخبرالسلطنه اوضاع شهر کمی آرام شده بود و خوشبینی نسبی خیابانی به مخبرالسلطنه باعث گردید نیروی مقاومت مردمی را که خیابانی به‌طور محدود تشگیل داده بود گسترش نیابد.
درعین حال، هیئت مدیره توانست مجمع عمومی متشکل از ۴۸۰ نفر از تبریز و شهرهای ایالت را برگزار و کمیته ایالتی انتخاب نماید. همچنین شالوده تشکیل ژاندارمری مرکزی را با ۵۰۰ نفر به ریاست سید حسین یاور پی ریزی نمود و در صدد بود که قوای نظامی را گسترش دهد ولی ورود قوای عثمانی به آذربایجان مانع گردید و ژاندارمری تعطیل شد.

## سرکوب
هرچند مخبرالسلطنه در بدو ورود به تبریز ظاهراً همراهی‌هایی به قیام نموده بود ولی ماَموریت اصلی وی آنگونه که بعداً مشخص شد سرکوب قیام بود و حتی عین الدوله این ماُموریت را قبول نکرده بود. در روز ۲۲ شهریور ۱۲۹۹ قوای قزاق و بعضی عوامل ژاندارمری با هماهنگی قبلی و با دستور مخبرالسلطنه و به فرماندهی سرتیپ هاشمی به ساختمان مقر قیام حمله و پس از چند ساعت به دلیل نبود نیروی دفاعی مناسب ساختمان بدست قوای قزاق افتاده و خیابانی در خانه یکی از دوستانش مخفی می‌شود. روز بعد مهاجمان از محل اختفاء مطلع شده و در زدو خوردی محدود خیابانی تیر خورده و کشته می‌شود.

## علل شکست قیام
عمده علت شکست قیام خیابانی، ضغف این قیام در بسیج توده‌های مردم بود. او که با سخنرانی‌های خود سعی در دادن آگاهی و روشن نمودن افکار مردم داشت، از تجهیز و مسلح نمودن توده‌ها غافل ماند و پشتوانه مردمی بعلل مختلف ضعیف گردید. از علل دیگر شکست می‌توان به عدم توانایی در کنترل نیروی قزاق، در اختیار نداشتن منابع مالی کافی، عدم تشکیل نیروی ثابتی از فدائیان مسلح، عدم وجود تشکیلات منسجم و تصمیم‌گیری‌های فردی و عدم توانایی در وحدت نیروهای سیاسی داخل قیام اشاره نمود

## سخنرانی‌ها
قبل و بعد از شروع قیام به‌طور مرتب در ساختمان تجدد که مقر حزب دموکرات تبریز بود سخنرانی می‌کرد. هدف او آشنا کردن و یادآوری مبانی آزادی‌خواهی و حرکت دموکراسی در جنبش مشروطه بود. بعد از شروع قیام گاهی تا ۲۰۰۰۰ نفر از مردم تبریز در سخنرانی‌های او شرکت می‌کردند. عمده سعی و کوشش او در سخنرانی‌ها روشنگری و آماده‌سازی افکار بود. نمونه‌ای از افکار وی در در سخنرانی‌های متعدد او آشکار است:
- قیام آذربایجان، آزادی ایران را تاَمین خواهد کرد…
- ما می‌خواهیم اسباب زندگی آزاد و مستقل و دموکراسی ایران را فراهم بیاوریم…
- ما ضد حکومت ارتجاعی و استبدادی قیام کرده‌ایم و نه ضد قرن و زمان خود…
- ما می‌خواهیم در ایران یک نوع حکومت دموکراتیک تاَسیس نماییم که عملاً حاکمیت ملت راشامل گردد…
- چون حکومت و دولت مولود ملت است، پس از روی عقل و منطق باید اراده ملت حاکم باشد نه نظریه اشخاص معدود…[۱۰]